# Selectine
Selectine is een type celadhesiemolecuul (CAM) dat cruciaal is voor de regulatie van ontstekingen en immuunresponsen. Ze zijn voornamelijk betrokken bij het bemiddelen van de interactie tussen leukocyten (witte bloedcellen) en endotheelcellen die de wanden van bloedvaten bekleden.
Deze interactie stelt leukocyten in staat om langs de vatwand te rollen, wat uiteindelijk leidt tot hun migratie uit de bloedbaan en naar weefsels waar ze nodig zijn om infecties te bestrijden of deel te nemen aan ontstekingsreacties.
Er zijn drie hoofdtypen selectines:
1. L-selectine: gevonden op leukocyten, speelt het een sleutelrol bij het initiële tetheren en rollen van leukocyten op het endotheel.
2. E-selectine: Uitgedrukt op endotheelcellen en wordt opwaarts gereguleerd als reactie op cytokines tijdens ontstekingsreacties.
3. P-selectine: opgeslagen in de Weibel-Palade-lichamen van endotheelcellen en de alfakorrels van bloedplaatjes, en wordt snel gemobiliseerd naar het celoppervlak bij activering door ontstekingsstimuli.

Selectinen binden zich aan specifieke koolhydraatgroepen op hun liganden, wat deze cruciale cellulaire interacties tijdens de immuunrespons vergemakkelijkt.